# Magnús Gissurarson
Magnús Gissurarson (1159 - 14 de agosto de 1236) fue el octavo obispo católico de Skálholt, Islandia, entre 1216 y 1236. Pertenecía al clan familiar de los Haukdælir, era hijo de Gissur Hallsson y hermano de Þorvaldur Gissurarson.
Magnús estuvo bajo la tutela de Þorlákur Þórhallsson para ser obispo de Hólar compitiendo contra Guðmundur Arason, pero no fue elegido. Teitur Bersason estaba propuesto para ser obispo en Skálholt en 1214 pero murió antes de que fuera ordenado y Magnús ocupó su lugar.
Se casó con Halldóra Hjaltadóttir (n. 1165), y fruto de esa relación nacieron dos hijos: Hjalti Magnússon (n. 1190) y Gissur Magnússon (n. 1195).